# Grómovka (Saki)
|  | Per a altres significats, vegeu «Grómovka». |

Grómovka (en ucraïnès: Громовка) és un poble de la República Autònoma de Crimea, a Ucraïna, que el 2014 tenia 11 habitants. Pertany al districte rural de Saki.